# Piecewo (województwo wielkopolskie)
Piecewo – wieś krajeńska w Polsce położona w województwie wielkopolskim, w powiecie złotowskim, w gminie Tarnówka w odległości 5 kilometrów od siedziby gminy.

## Historia
W latach 1975–1998 miejscowość położona była w województwie pilskim.
Według danych z 1 stycznia 2011 roku wieś liczyła 342 mieszkańców.
Pierwsze wzmianki o wsi pochodzą z 1432 roku. Zbudowana na planie dwudrogowym, z trójkątnym placem przy głównej drodze. Pierwszy kościół zbudowano w Piecewie w 1579 roku. Obecny kościół szachulcowy pochodzi z 1800 roku (restaurowany w 1893 roku). Drewniana wieża z barokowym chełmem została zbudowana w 1664 roku (dzwon na wieży pochodzi z 1789 roku. Wnętrze świątyni zdobi rzeźbiony ołtarz o charakterze ludowym. Koło kościoła stoi pomnik upamiętniający poległych na frontach I wojny światowej mieszkańców Piecewa. 
W budynku po byłym Ośrodku Szkolno-Wychowawczym otwarty został Oddział Terapii Uzależnienia od Alkoholu Szpitala Powiatowego im. Alfreda Sokołowskiego w Złotowie.